# Guillermo Rivarola
Guillermo Rivarola (Villa Huidobro, 28 de abril de 1967) é um treinador ex-futebolista profissional argentino que atuava como defensor.

## Carreira
Guillermo Rivarola se profissionalizou no Club Cipolletti.

### River Plate
Guillermo Rivarola integrou o River Plate na campanha vitoriosa da Libertadores da América de 1996.

## Títulos
River Plater
- Primera Division Argentina: Apertura 1991, Apertura 1993, Apertura 1994
- Taça Libertadores da América: 1996